# Voïvodie de Lublin
Ne doit pas être confondu avec Voïvodie de Lublin (1975-1998).
Pour les articles homonymes, voir Lublin (homonymie).
La voïvodie de Lublin (en polonais : Województwo lubelskie) est une des 16 régions administratives (voïvodies) de la Pologne. Son chef-lieu est Lublin.

## Géographie
La voïvodie de Lublin couvre une superficie de 25 114 km2, dans le sud-est de la Pologne. Elle a des frontières avec les voïvodies de Podlachie, Mazovie, Sainte-Croix et Basses-Carpates, ainsi qu’avec l’Ukraine et la Biélorussie.

## Histoire
La voïvodie fut créée le 1er janvier 1999 à partir des anciennes voïvodies de Lublin, Chełm, Zamość, Biała Podlaska et de parties des anciennes voïvodies de Tarnobrzeg et Siedlce, à la suite d'une loi de 1998 réorganisant le découpage administratif du pays. Elle se divise en 24 districts (powiats) dont 4 villes possédant des droits de district, et 213 communes. Le nom de la voïvodie fait référence à la ville la plus importante de la région, qui est également son chef-lieu.
Cette région est le lieu de rencontre de plusieurs cultures : polonaise, russe, biélorusse et ukrainienne.

### Précédentes voïvodies de Lublin

#### Voïvodie de Lublin 1474–1795
La voïvodie de Lublin était une région administrative du royaume de Pologne créée en 1474 à partir de secteurs de la voïvodie de Sandomir et le restera jusqu'au partages de la Pologne en 1795. Elle faisait partie de la prowincja de Petite-Pologne.

#### Voïvodie de Lublin 1816–1837
La voïvodie de Lublin était l'un des voïvodies du royaume du Congrès. Elle a été formée en 1816 à partir du département de Lublin, et en 1837, elle a été transformée en gouvernement de Lublin.

#### Voïvodie de Lublin 1919–1939
La voïvodie de Lublin était l'une des régions administratives de l'entre-deux guerres de la deuxième république de Pologne. En début de 1939, sa superficie était 26 555 kilomètres carrés et sa population était de 2 116 200. Selon le recensement de 1931, 85,1 % de sa population était polonaise, 10,5 % juive, et 3 % ukrainienne.

#### Voïvodie de Lublin 1945–1975
La voïvodie de Lublin était une région administrative de la Pologne entre 1945 et 1975. En 1975, elle a été laissée la place aux voïvodies de Chełm, de Zamość, de Biała Podlaska, de Tarnobrzeg et de Siedlce, ainsi qu'à une voïvodie de Lublin réduite.

#### Voïvodie de Lublin 1975–1998
La voïvodie de Lublin était de 1975 à 1998 l'une des 49 voïvodies de la Pologne ; elle a ensuite été incorporée dans l'actuelle voïvodie de Lublin, à la superficie comparable à celle du même nom avant 1975 ou de l'entre-deux-guerres.

## Population
Données du 30 juin 2014
| Description             | Total     | Total | Femmes    | Femmes | Hommes    | Hommes |
| ----------------------- | --------- | ----- | --------- | ------ | --------- | ------ |
| Unité                   | Nombre    | %     | Nombre    | %      | Nombre    | %      |
| Population              | 2 151 836 | 100   | 1 108 865 | 51,53  | 1 042 971 | 48,47  |
| Tranche d'âge 0-17 ans  | 391 769   | 18,21 | 191 351   | 8,89   | 200 418   | 9,31   |
| Tranche d'âge 18-65 ans | 1 346 688 | 62,58 | 630 904   | 29,32  | 715 784   | 33,26  |
| Tranche d'âge + 65 ans  | 413 379   | 19,21 | 286 610   | 13,32  | 126 769   | 5,89   |

Selon les données de 30 juin 2014. la population de la voïvodie était de 2 151 836 habitants, qui représentaient 5,6 % de la population polonaise.

### Noms de famille les plus fréquents
- 1. Wójcik : 12 937
- 2. Mazurek : 9 644
- 3. Mazur : 8 019

## Politique
Composition de la diétine (sejmik) de Lublin à la suite des élections de 2024 :
|  |                   | Sièges |
|  | ----------------- | ------ |
|  | Droit et justice  | 21     |
|  | Coalition civique | 6      |
|  | Troisième voie    | 5      |
|  | Confédération     | 1      |

Composition de la diétine (sejmik) à la suite des élections de 2018 :
|  |                                    | Sièges |
|  | ---------------------------------- | ------ |
|  | Droit et justice                   | 18     |
|  | Coalition civique                  | 7      |
|  | Parti paysan polonais              | 7      |
|  | Alliance de la gauche démocratique | 1      |

### Gouverneurs
| Début mandat | Fin mandat | Nom du gouverneur   |
| ------------ | ---------- | ------------------- |
| 1999         | 2000       | Krzysztof Michalski |
| 2000         | 2001       | Andrzej Kurowski    |
| 2001         | 2005       | Andrzej Kurowski    |
| 2005         | 2007       | Wojciech Żukowski   |
| 2007         | 2011       | Genowefa Tokarska   |
| 2011         | 2013       | ?                   |
| 2013         | 2014       | ?                   |
| 2015         |            | ?                   |

## Tourisme
La voïvodie possède 2 parcs nationaux, 17 parcs paysagers, de nombreuses zones de paysages protégés et environ une centaine de réserves naturelles.
Autres attractions touristiques :
- Le triangle Puławy (avec son ensemble de palais et de parcs) - Nałęczów (microclimat, sources thermales) - Kazimierz Dolny (ville des artistes sur la Vistule).
- Lacs et forêts (notamment la Puszcza Solska)
- Zamość, ancienne ville fortifiée, inscrite par l’UNESCO sur la liste du patrimoine mondial
- Biała Podlaska, connu par les éleveurs de chevaux pur-sang arabes.
- Le musée du camp d’extermination de Majdanek
- La ville de Lublin (vieille ville, château royal, monastères)

## Villes et cités

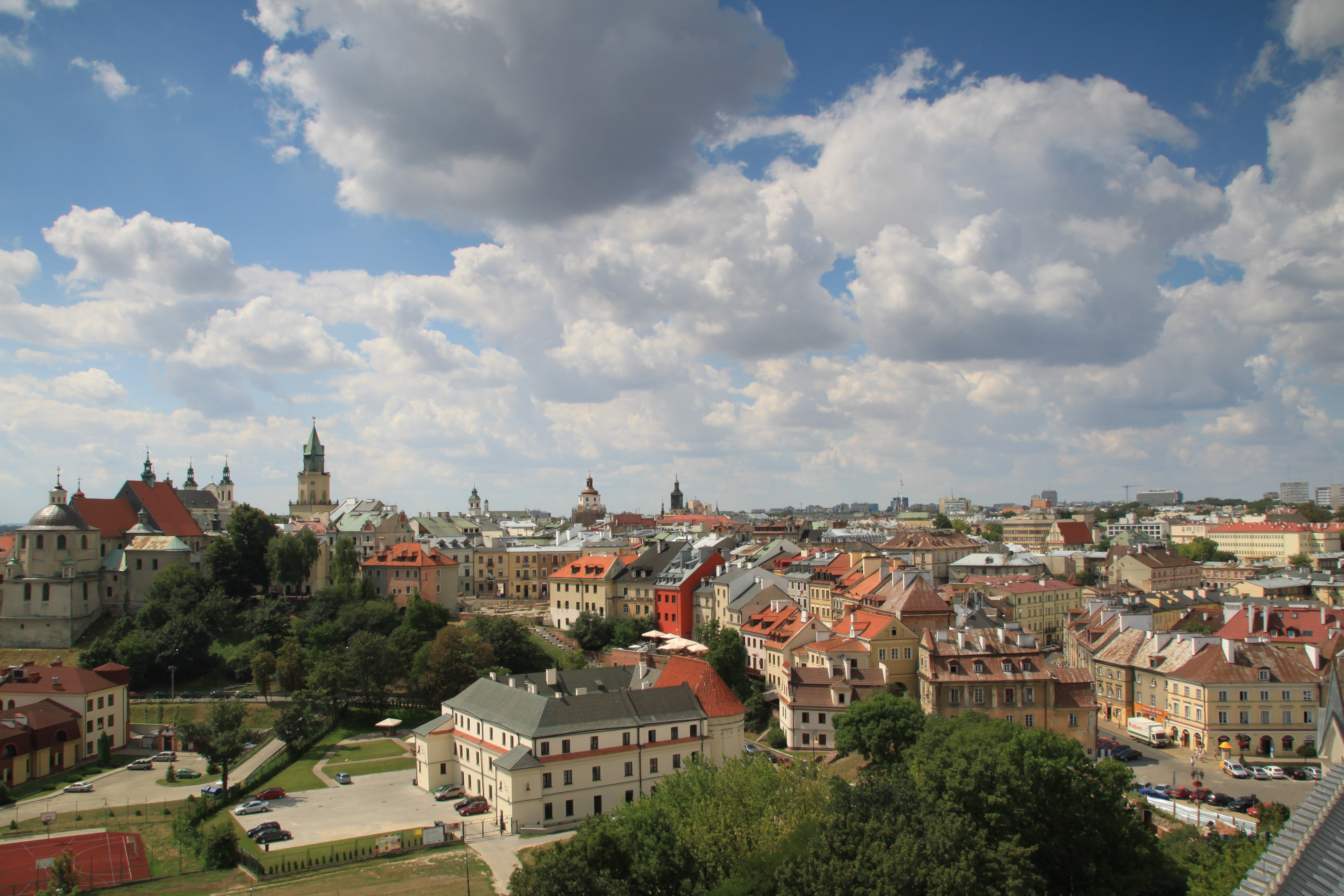
Centre historique de Lublin.

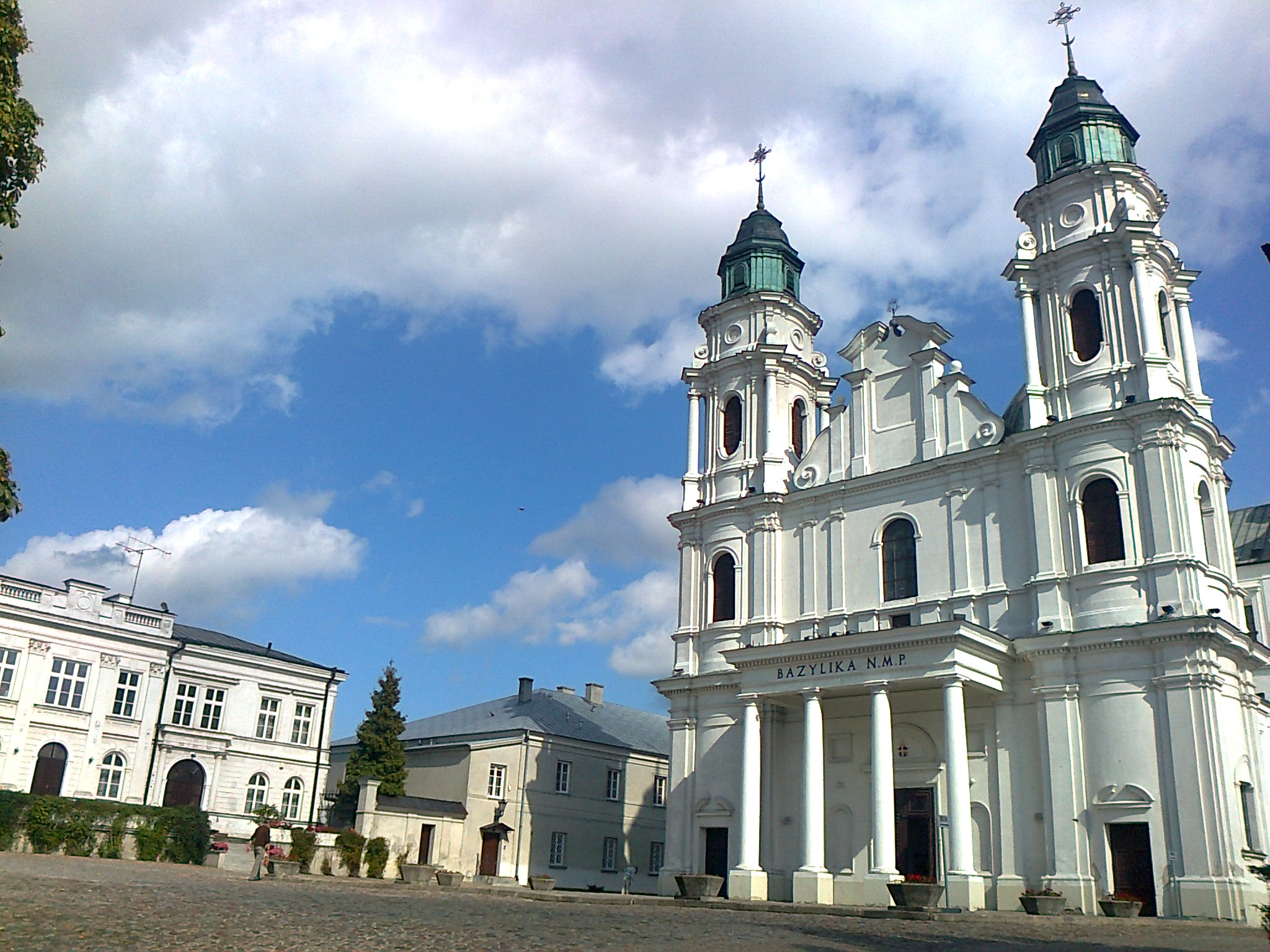
Basilique de la naissance de la Vierge Marie à Chełm.

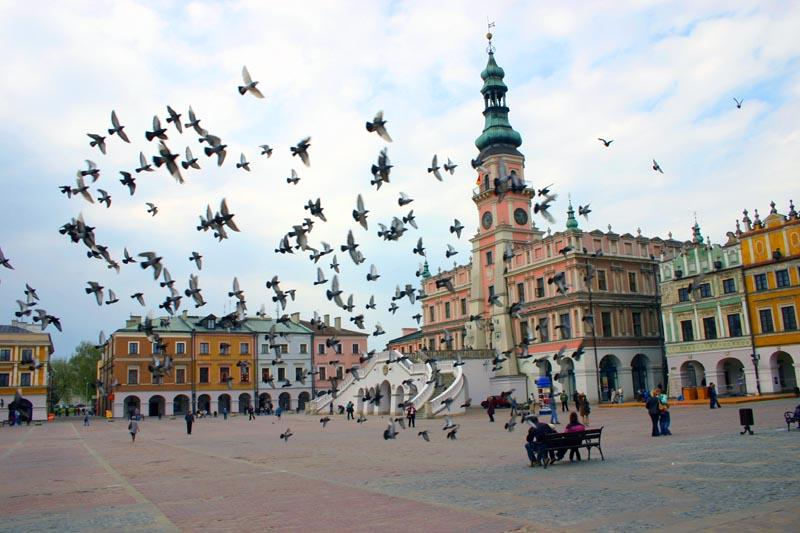
La vieille ville de Zamość, héritage mondiale de l'UNESCO.

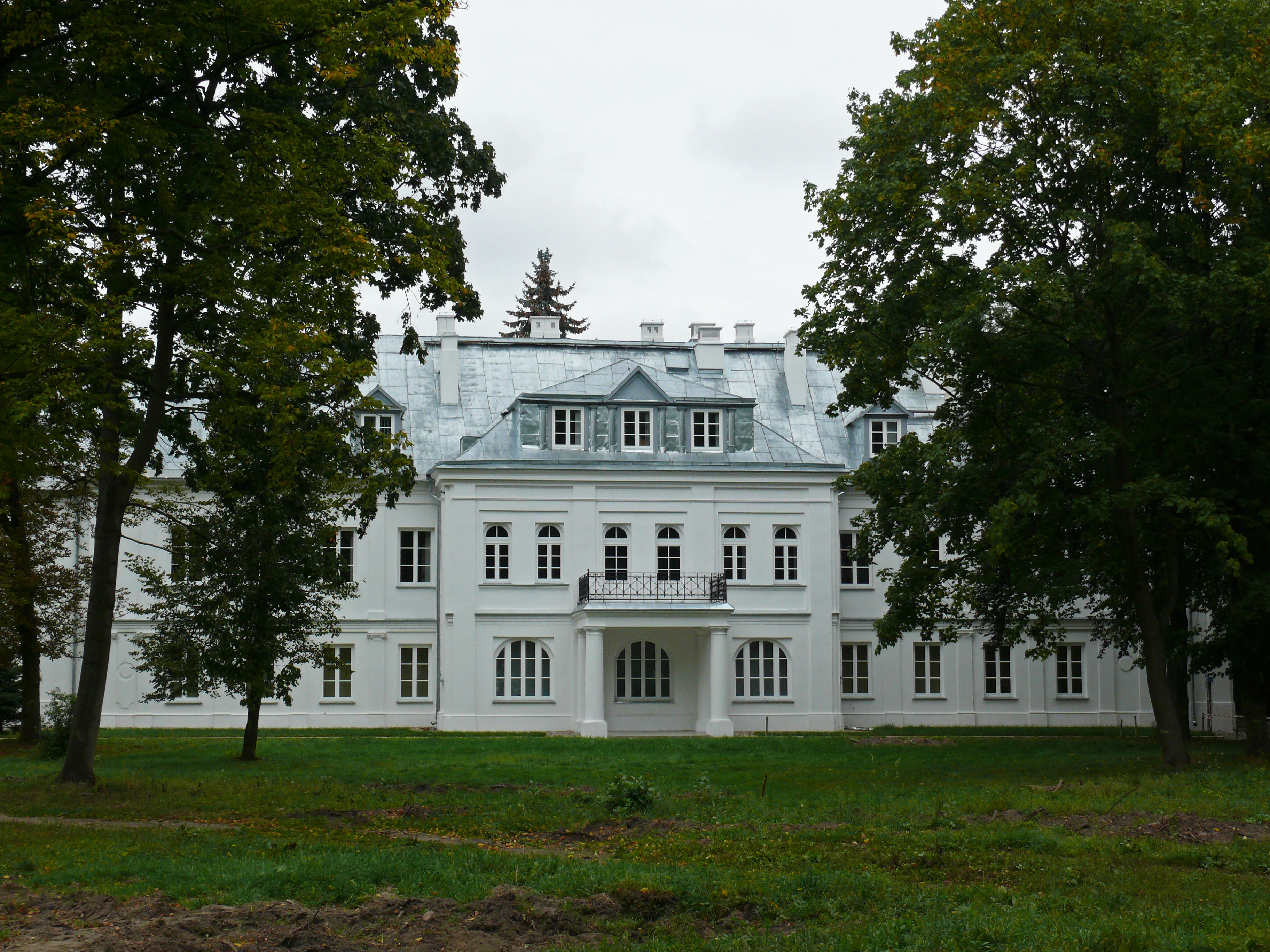
Château Radziwill à Biała Podlaska.

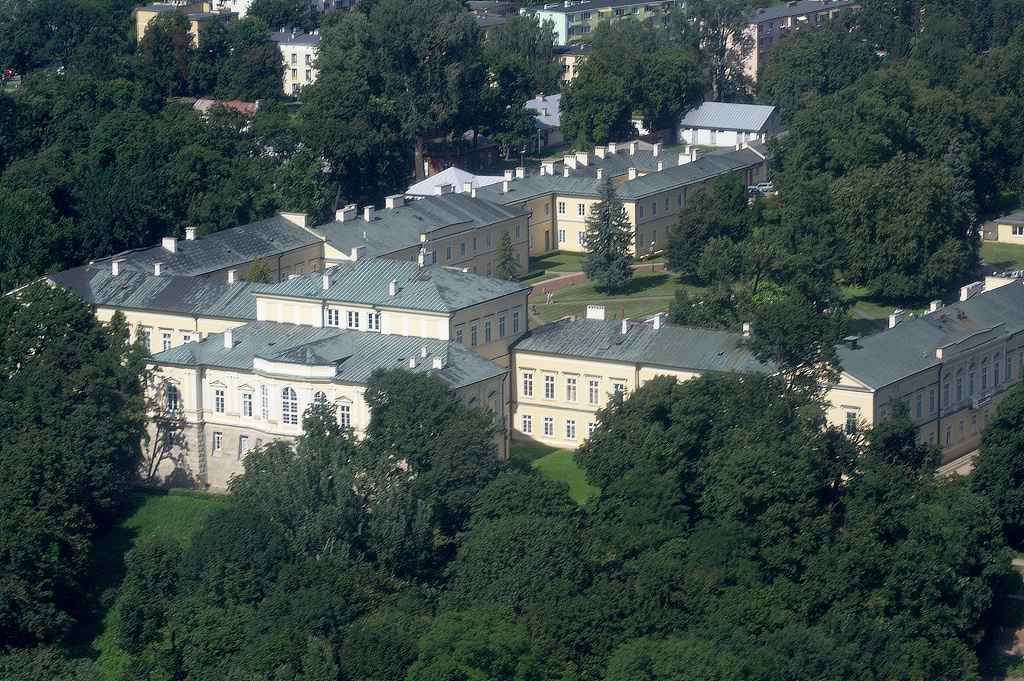
Palais Czartoryski à Puławy.

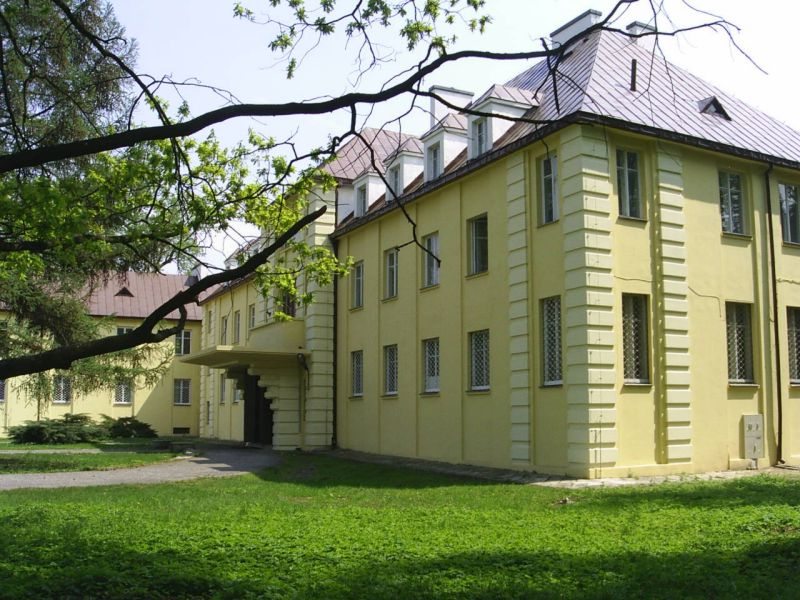
Palais de la famille Potocki à Międzyrzec Podlaski.

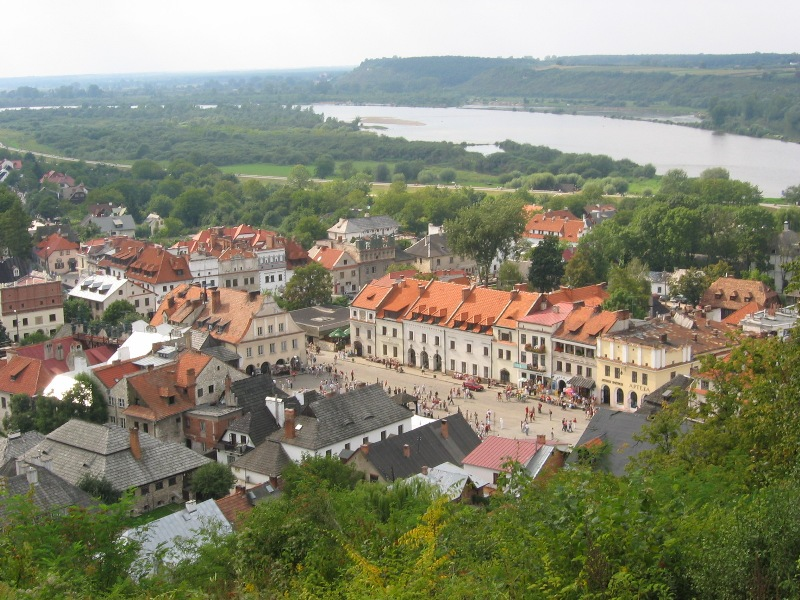
La ville de Kazimierz Dolny fait partie des monuments historiques de la Pologne.

La voïvodie contient 42 villes et cités. Elles sont énumérées ci-dessous dans l'ordre décroissant de population (selon les chiffres officiels de 2006):
1. Lublin (354 272)
2. Chełm (67 989)
3. Zamość (66 613)
4. Biała Podlaska (58 010)
5. Puławy (49 839)
6. Świdnik (40 037)
7. Kraśnik (36 072)
8. Łuków (30 564)
9. Biłgoraj (27 225)
10. Lubartów (22 950)
11. Łęczna (21 689)
12. Tomaszów Lubelski (20 118)
13. Krasnystaw (19 434)
14. Hrubieszów (18 617)
15. Dęblin (17 933)
16. Międzyrzec Podlaski (17 162)
17. Radzyń Podlaski (16 133)
18. Włodawa (13 630)
19. Janów Lubelski (11 938)
20. Parczew (10 281)
21. Poniatowa (9 911)
22. Ryki (9 716)
23. Opole Lubelskie (8 832)
24. Bełżyce (7 054)
25. Terespol (5 969)
26. Szczebrzeszyn (5 299)
27. Bychawa (5 285)
28. Rejowiec Fabryczny (4 533)
29. Nałęczów (4 243)
30. Kazimierz Dolny (3 572)
31. Kock (3 478)
32. Tarnogród (3 372)
33. Zwierzyniec (3 344)
34. Krasnobród (3 047)
35. Stoczek Łukowski (2 719)
36. Annopol (2 690)
37. Piaski (2 626)
38. Józefów (2 450)
39. Łaszczów (est. 2 300)
40. Ostrów Lubelski (2 245)
41. Tyszowce (2 242)
42. Frampol (1 415)

## Division administrative
La voïvodie de Lublin est divisée en 24 districts (powiaty): 4 villes-districts et 20 districts ruraux. Ceux-ci sont répartis dans 213 communes (gminy)
Les districts sont répertoriés dans le tableau ci-dessous (classés par ordre décroissant de la population
| Nom français et Nom polonais                              | Superficie (km2) | Population (2006) | Siège             | autres villes                          | Total gminas |
| Villes-districts                                          |                  |                   |                   |                                        |              |
| Lublin                                                    | 147              | 354 272           |                   |                                        | 1            |
| Chełm                                                     | 35               | 67 989            |                   |                                        | 1            |
| Zamość                                                    | 30               | 66 613            |                   |                                        | 1            |
| Biała Podlaska                                            | 49               | 58 010            |                   |                                        | 1            |
| Districts ruraux                                          |                  |                   |                   |                                        |              |
| Powiat de Lublin powiat lubelski                          | 1 679            | 140 562           | Lublin *          | Bełżyce, Bychawa                       | 16           |
| Powiat de Puławy powiat puławski                          | 933              | 116 829           | Puławy            | Nałęczów, Kazimierz Dolny              | 11           |
| Powiat de Biała Podlaska powiat bialski                   | 2 754            | 113 764           | Biała Podlaska *  | Międzyrzec Podlaski, Terespol          | 19           |
| Powiat de Zamość powiat zamojski                          | 1 872            | 110 225           | Zamość *          | Szczebrzeszyn, Zwierzyniec, Krasnobród | 15           |
| Powiat de Łuków powiat łukowski                           | 1 394            | 108 393           | Łuków             | Stoczek Łukowski                       | 11           |
| Powiat de Biłgoraj powiat biłgorajski                     | 1 678            | 104 267           | Biłgoraj          | Tarnogród, Józefów, Frampol            | 14           |
| Powiat de Kraśnik powiat kraśnicki                        | 1 005            | 99 770            | Kraśnik           | Annopol                                | 10           |
| Powiat de Lubartów powiat lubartowski                     | 1 290            | 90 484            | Lubartów          | Kock, Ostrów Lubelski                  | 13           |
| Powiat de Tomaszów Lubelski powiat tomaszowski (lubelski) | 1 487            | 88 343            | Tomaszów Lubelski | Tyszowce, Łaszczów                     | 13           |
| Powiat de Chełm powiat chełmski                           | 1 780            | 79 991            | Chełm *           | Rejowiec Fabryczny                     | 15           |
| Powiat de Świdnik powiat świdnicki (lubelski)             | 469              | 72 290            | Świdnik           | Piaski                                 | 5            |
| Powiat de Krasnystaw powiat krasnostawski                 | 1 067            | 69 274            | Krasnystaw        |                                        | 10           |
| Powiat de Hrubieszów powiat hrubieszowski                 | 1 269            | 68 822            | Hrubieszów        |                                        | 8            |
| Powiat d'Opole Lubelskie powiat opolski (lubelski)        | 804              | 63 026            | Opole Lubelskie   | Poniatowa                              | 7            |
| Powiat de Radzyń Podlaski powiat radzyński                | 965              | 61 445            | Radzyń Podlaski   |                                        | 8            |
| Powiat de Ryki powiat rycki                               | 616              | 59 129            | Ryki              | Dęblin                                 | 6            |
| Powiat de Łęczna powiat łęczyński                         | 634              | 57 314            | Łęczna            |                                        | 6            |
| Powiat de Janów Lubelski powiat janowski                  | 875              | 47 875            | Janów Lubelski    |                                        | 7            |
| Powiat de Włodawa powiat włodawski                        | 1,256            | 40 052            | Włodawa           |                                        | 8            |
| Powiat de Parczew powiat parczewski                       | 953              | 36 512            | Parczew           |                                        | 7            |
| * Le siège ne fait pas partie du territoire de la powiat  |                  |                   |                   |                                        |              |

## Économie
Principaux secteurs d'activité : 
- agriculture
- industrie agro-alimentaire
- industrie chimique (engrais)
- énergétique (charbon)
- bâtiment
- industries légères (meubles, vêtements, chaussures)
- verrerie
- eau minérale

## Galerie

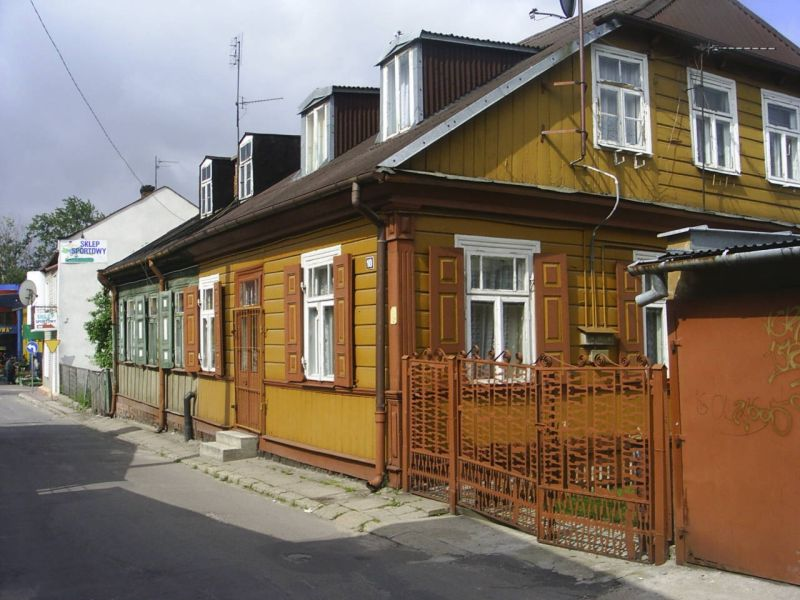
Anciennes maisons en bois.
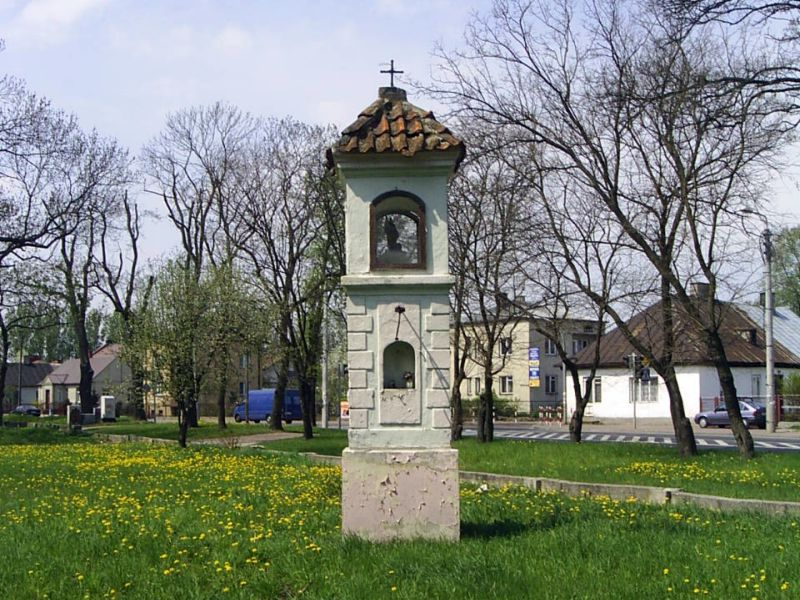
Une vieille chapelle.
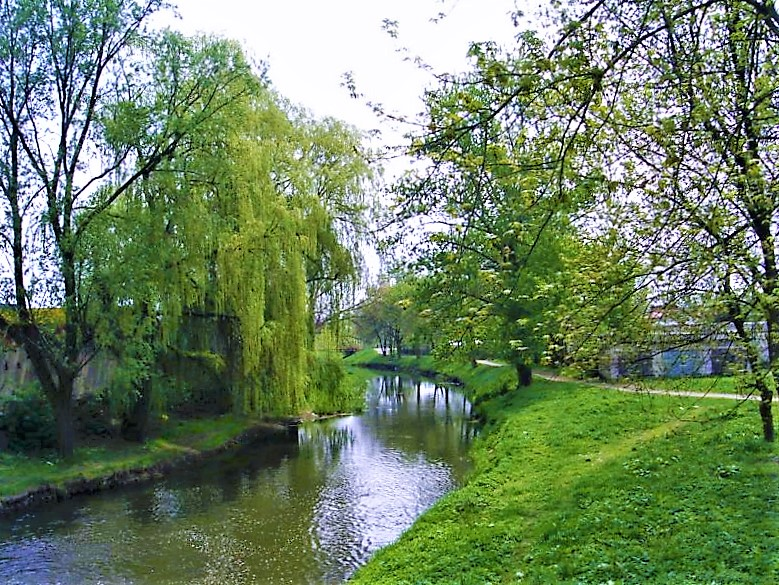
La rivière Krzna.